# Sturmpanzer
Sturmpanzer (inaczej SdKfz 166, Sturmgeschütz IV für 15cm StuH 43), znany także jako Sturmpanzer IV Brummbär – niemieckie działo pancerne z okresu II wojny światowej

## Historia
Pod koniec 1942 roku wykorzystując doświadczenia z walk w Stalingradzie w Niemczech rozpoczęto pracę nad nowym dobrze opancerzonym działem pancernym z haubicą dużego kalibru, które można byłoby stosować w walkach w mieście.
Działo to opracowane w zakładach Alkett na podwoziu czołgu średniego PzKpfw IV Ausf. E i F a później także Ausf. G. Pierwsze z nich wyposażono w haubice 15cm StuH 43, a następnie w specjalnie opracowane dla tego działa – haubice 15cm StuH 43/1 L/12.
Prototyp nowego działa został zbudowany w lutym 1943 roku i otrzymał oznaczenie 15cm Sturmhaubitze 43 L/12 (haubica szturmowa), a już w maju 1943 roku rozpoczęto jego produkcję seryjną. 4 maja 1943 Adolf Hitler zdecydował o nazwaniu nowego pojazdu Sturmpanzer (czołg szturmowy). Przez żołnierzy oznaczenie to było potocznie skracane do „Stupa”, natomiast według niemieckiego badacza T. Jentza, nazwa „Brummbär”, pod jaką pojazd jest powszechnie znany w późniejszym piśmiennictwie, nie była używana w żadnych niemieckich źródłach i została wprowadzona przez aliancki wywiad. W piśmiennictwie stosowane jest także oznaczenie Sturmpanzer IV, biorące się od oznaczenia podwozia, lecz nie istniały inne niemieckie typy pojazdów Sturmpanzer.
Początkowo pojazdy produkowano na przebudowanych podwoziach czołgów PzKpfw IV, potem na nowo zbudowanych podwoziach; pierwotnie w warsztatach armijnych w Wiedniu (Heereszeugamt Wien; 140 sztuk), a następnie od czerwca 1944 (IV. seria) w zakładach stalowych w Duisburgu (166 sztuk). Produkcja seryjna działa trwała do marca 1945 roku i w tym okresie łącznie wyprodukowano 306 sztuk tych dział. Produkowano je w trzech zakładach: Deutsche Eisenwerke, Sauerwerke i  Simmering-Gratz-Pauker w Wiedniu. Część została zbudowana na podwoziach przebudowanych czołgów PzKpfw IV, część na nowo wyprodukowanych.

## Opis konstrukcji
Działo pancerne Sturmpanzer zostało zbudowane na podwoziu czołgu średniego PzKpfw IV. Górne opancerzenia i wieża czołgu zostały usunięte, a na ich miejsce stworzono nowy pancerz. W kadłubie umieszczono stanowiska dla wszystkich członków załogi.
Działo było uzbrojone w haubicę StuH 43 L/12 kal. 150 mm, posiadało zapas 38 pocisków (amunicja burząca typu JGr 33 i JGr 38, a także przeciwpancerna JGr 39 Hl/A). Haubica była zamontowana lekko na prawo od centralnej części pojazdu, ponad stanowiskiem kierowcy. Oprócz tego Sturmpanzer był wyposażony w karabin maszynowy MG 34, z którego można było strzelać przez otwartą klapę luku ładowniczego i taki sam karabin maszynowy zamontowany w przedniej ścianie działa (tylko od IV serii z czerwca 1944 roku). Ponadto po obu stronach przedziału bojowego znajdowały się otwory, przez które było możliwe prowadzenie ognia z MP 40 lub z broni krótkiej. Otwory te normalnie były zatkane od zewnątrz specjalnymi zatyczkami przymocowanymi do łańcuszków.
W tylnej części przedziału bojowego znajdował się luk stanowiący wejście dla załogi oraz miejsce, przez które prowadzony był załadunek pocisków. W tylnej części znajdowały się również wentylatory przedziału bojowego, nad jednym z nich znajdowało się gniazdo anteny do radiostacji krótkofalowych FuG2 i FuG5. W lewej części pojazdu znajdowało się miejsce na narzędzia do naprawy oraz części zapasowe, natomiast z tyłu uchwyty do przewożenia zapasowych kół nośnych pojazdu. Aby wzmocnić odporność ścian bocznych na pociski przeciwpancerne dodatkowo zostało umożliwione zamontowanie ekranów przeciwpancernych (podobnie jak w PzKpfw IV Ausf. H i J)
Napęd działa stanowił silnik typu Maybach HL120 TRM o mocy 300 KM przy 3000 obr./min lub Maybach 120TRM 112 o mocy 272 KM przy 2800 obr./min. Były to silniki czterosuwowe, 12-cylindrowe, gaźnikowe, chłodzone cieczą o układzie V. Wyposażone były w skrzynie biegów typu Zahnradfabrik ZF SGG77 (6 biegów do przodu i 1 wstecznym).

## Użycie bojowe
Po rozpoczęciu produkcji seryjnej w 1943 roku rozpoczęto formowanie oddziałów składających się z tych dział.
Pierwszy z nich, 216 dywizjon dział szturmowych (niem. Sturmpanzer Abteilung 216.) zadebiutował bojowo w lipcu 1943 roku w bitwie na łuku kurskim. Dywizjon ten do połowy grudnia 1943 roku walczył na froncie wschodnim, po czym został przebazowany do Austrii, gdzie został uzupełniony. W lutym 1944 roku skierowano go do Włoch, gdzie walczył w rejonie przyczółka pod Anzio. We Włoszech dywizjon walczył do końca II wojny światowej.
Następne jednostki sformowano już w 1944 roku i były to:
- 217 dywizjon dział szturmowych – sformowany w kwietniu 1944 roku, który walczył w bitwie pod Falaise, a następnie w Holandii, ostatecznie skapitulował w kwietniu 1945 roku w zagłębiu Ruhry;
- 218 kompania dział szturmowych (Sturmpanzer-Kompanie 218.) – sformowana w sierpniu 1944 roku, wzięła udział w tłumieniu powstania warszawskiego, rozbita w styczniu 1945 roku na froncie wschodnim;
- 2/218 kompania dział szturmowych – sformowana w sierpniu 1944 roku, w styczniu włączona w skład 218 dywizjonu dział szturmowych w składzie 7 Dywizji Pancernej;
- 219 dywizjon dział szturmowych – sformowany we wrześniu 1944 roku, walczył na Węgrzech i w Czechach.